# Bentivoglio (gemeente)
Bentivoglio is een gemeente in de Italiaanse metropolitane stad Bologna (regio Emilia-Romagna) en telt 4593 inwoners (31-12-2004). De oppervlakte bedraagt 51,1 km², de bevolkingsdichtheid is 89 inwoners per km².

## Demografie
Bentivoglio telt ongeveer 1901 huishoudens. Het aantal inwoners steeg in de periode 1991-2001 met 11,3% volgens cijfers uit de tienjaarlijkse volkstellingen van ISTAT.
| Jaar | Inwoneraantal |
| ---- | ------------- |
| 1991 | 4094          |
| 2001 | 4557          |

## Geografie
De gemeente ligt op ongeveer 19 meter boven zeeniveau.
Bentivoglio grenst aan de volgende gemeenten: Argelato, Castel Maggiore, Granarolo dell'Emilia, Malalbergo, Minerbio, San Giorgio di Piano, San Pietro in Casale.

## Geboren
- Stefano Chiodi (1956), voetballer
- Giacomo Raspadori (2000), voetballer

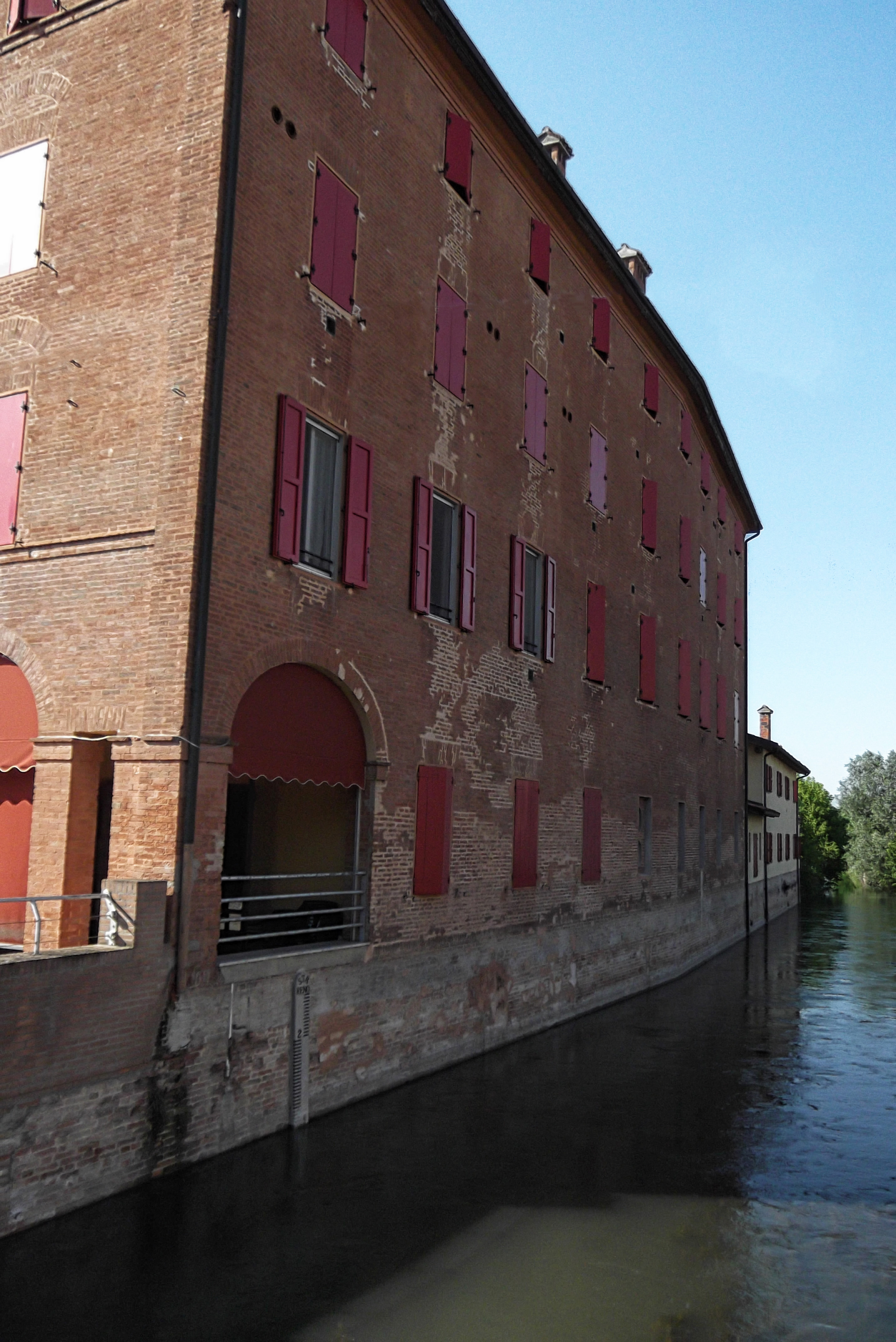
Facciata del Palazzo Vivaio sul Navile

Alto Reno Terme · Anzola dell'Emilia · Argelato · Baricella · Bentivoglio · Bologna · Borgo Tossignano · Budrio · Calderara di Reno · Camugnano · Casalecchio di Reno · Casalfiumanese · Castel Guelfo di Bologna · Castel Maggiore · Castel San Pietro Terme · Castel d'Aiano · Castel del Rio · Castel di Casio · Castello d'Argile · Castenaso · Castiglione dei Pepoli · Crevalcore · Dozza · Fontanelice · Gaggio Montano · Galliera · Granarolo dell'Emilia · Grizzana Morandi · Imola · Lizzano in Belvedere · Loiano · Malalbergo · Marzabotto · Medicina · Minerbio · Molinella · Monghidoro · Monte San Pietro · Monterenzio · Monzuno · Mordano · Ozzano dell'Emilia · Pianoro · Pieve di Cento · Sala Bolognese · San Benedetto Val di Sambro · San Giorgio di Piano · San Giovanni in Persiceto · San Lazzaro di Savena · San Pietro in Casale · Sant'Agata Bolognese · Sasso Marconi · Valsamoggia · Vergato · Zola Predosa
- Library of Congress Control Number: n82114648
- MusicBrainz: db25b551-b736-4e55-990b-278924468546
- Nationale Bibliotheek van Israël: 987007557559605171
- Virtual International Authority File: 154794511

1. ↑  https://demo.istat.it/?l=it.